# Delfingen
Delfingen Industry est un équipementier automobile français cotée à la bourse de Paris (Euronext Growth).

## Historique
En 1954, Emile Streit, originaire de Radelfingen (dans le canton de Berne, en Suisse) crée la société Sofanou à Anteuil (dans le Doubs, en France).
Son fils, Bernard Streit, rejoint l’entreprise le 1er août 1973. Il fait passer l'entreprise de l’ère artisanale à l’ère industrielle. Elle se spécialise et s’oriente alors dans l’extrusion de gaine annelée pour la protection des faisceaux électriques embarqués pour la filière automobile.
L’internationalisation débute en 1992 avec les premières acquisitions à l‘étranger (en Espagne et au Portugal), l’entreprise amorce également sa croissance en Europe. En 1996, le Groupe est introduit au Second Marché de la bourse de Paris, et simplante sur le marché américain en 1998.
Au cours des années 2000, le Groupe étend sa présence mondiale vers l’Afrique du Nord (Tunisie et Maroc), puis l’Europe de l’Est (Slovaquie, Roumanie), l’Amérique du Sud (Honduras et Mexique) et l’Asie (Philippines)[réf. nécessaire].
En 2007, Sofanou change de nom et devient Delfingen.
À la fin des années 2000, Delfingen se positionne sur les pays émergents avec l’ouverture d’un site au Brésil, la création d’un bureau commercial à Shanghai et d’une usine en Chine. Le développement en Asie se poursuit en 2013 : l’entreprise fait l’acquisition de Kartar Wire en Inde et Hengbang en Chine.
En 2014, Delfingen acquiert les sociétés allemandes Langendorf et MBG, et ouvre également une usine en Thaïlande
L'année suivante, Gérald Streit, fils de Bernard Streit, qui a rejoint le Groupe en 2011, prend la direction générale de Delfingen. Durant cette même année, l’entreprise continue son expansion aux Philippines, en Chine, et sur le marché indien.
Au cours de l’année 2016, Delfingen ouvre un nouveau site de production à Tanger, au Maroc, ainsi qu'une quatrième usine en Chine à Chongqing. Delfingen acquiert également le Groupe Drossbach North America avec une usine à Trenton (Ontario, Canada) et un entrepôt à Stow (Ohio, États-Unis)[réf. nécessaire].
À la fin de 2020, Delfingen reprend les actifs Europe et Afrique de son principal concurrent allemand Schlemmer GmbH[réf. nécessaire]. 

## Activités
L'entreprise conçoit et fournit des solutions :
- Pour le marché automobile : gaines et systèmes de protection des faisceaux électriques, des tubes et durites pour les véhicules de tourisme, utilitaires et poids lourds ; tubes techniques pour le transfert de fluides dans les véhicules[7]; profilés et composants de fixation pour les sièges et garnitures intérieures automobiles.
- Pour les marchés industriels : gaines d'isolation et tubes de protection (énergies, habitat, équipements électriques...), textiles techniques haute performance (mobilité et sécurité, environnement, médical, levage...)[réf. nécessaire]

En 2018, Delfingen réalise 80 % de son chiffre d’affaires dans le secteur automobile. Équipementier de second rang, Delfingen fournit des constructeurs automobiles tels que Delphi, Lear, Plastic Omnium, Schaeffler, Sumitomo, Yazaki, etc.

## Implantation
Le siège social se trouve à Anteuil, en Franche-Comté.